# Gniazdowniki

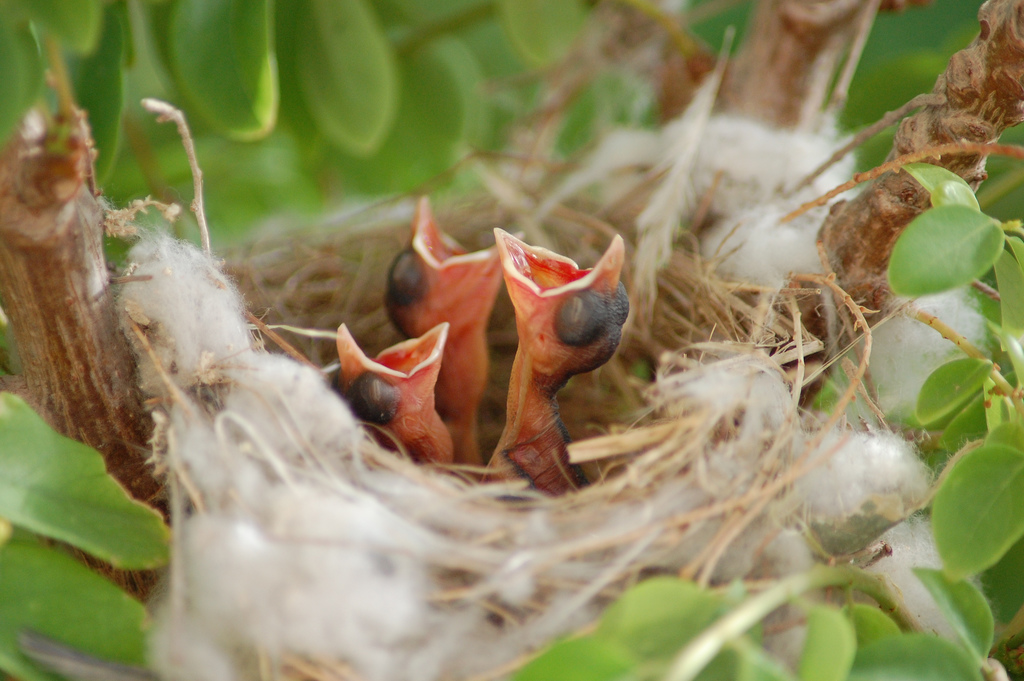
Gniazdowniki zaraz po wykluciu

Gniazdowniki (ang. altricial species) – określenie gatunków zwierząt, których młode po narodzinach lub wykluciu nie są zdolne do samodzielnego życia i wymagają opieki rodziców, w związku z czym dłuższy czas spędzają w gnieździe. Gniazdowniki najczęściej rodzą się nagie (bez upierzenia lub sierści) i ślepe, czasami są pokryte rzadkim puchem lub włosem. Nie potrafią same zdobywać pożywienia i są całkowicie uzależnione od pomocy rodziców, którzy je ogrzewają i karmią.
Najczęściej wymienianymi gniazdownikami wśród zwierząt są ptaki. Do gniazdowników należą m.in. ptaki drapieżne, wróblowe, gołębiowate i dzięciołowate. 
Gniazdownikami są także człowiek, gatunki gryzoni jak i ssaków drapieżnych, a nawet ryb (głowacz białopłetwy).
Gniazdowniki u ptaków wykluwają się na wcześniejszym etapie rozwoju osobniczego (zwłaszcza rozwoju mózgu) niż zagniazdowniki. Żółtko w jajach tych gatunków stanowi 15–27% masy.